# Clematis papuligera
Clematis papuligera är en ranunkelväxtart som beskrevs av Jisaburo Ohwi. Clematis papuligera ingår i släktet klematisar, och familjen ranunkelväxter. Inga underarter finns listade i Catalogue of Life.